# Usini
Usini ist eine italienische Gemeinde (comune) mit 4187 Einwohnern (Stand 31. Dezember 2023) in der Metropolitanstadt Sassari auf Sardinien. Die Gemeinde liegt etwa 7 Kilometer südsüdwestlich von Sassari.
Die Nachbargemeinden sind Ittiri, Ossi, Sassari, Tissi und Uri.

## Verkehr
Gemeinsam mit der Nachbargemeinde Tissi besteht ein Bahnhof an der Bahnstrecke Ozieri-Chilivani–Porto Torres Marittima.